# Corumpo
Corumpo je rijeka u Venezueli. Pritoka je rijeke Cuyuni i pripada porječju rijeke Essequibo.